# Thüringer Finanzministerium

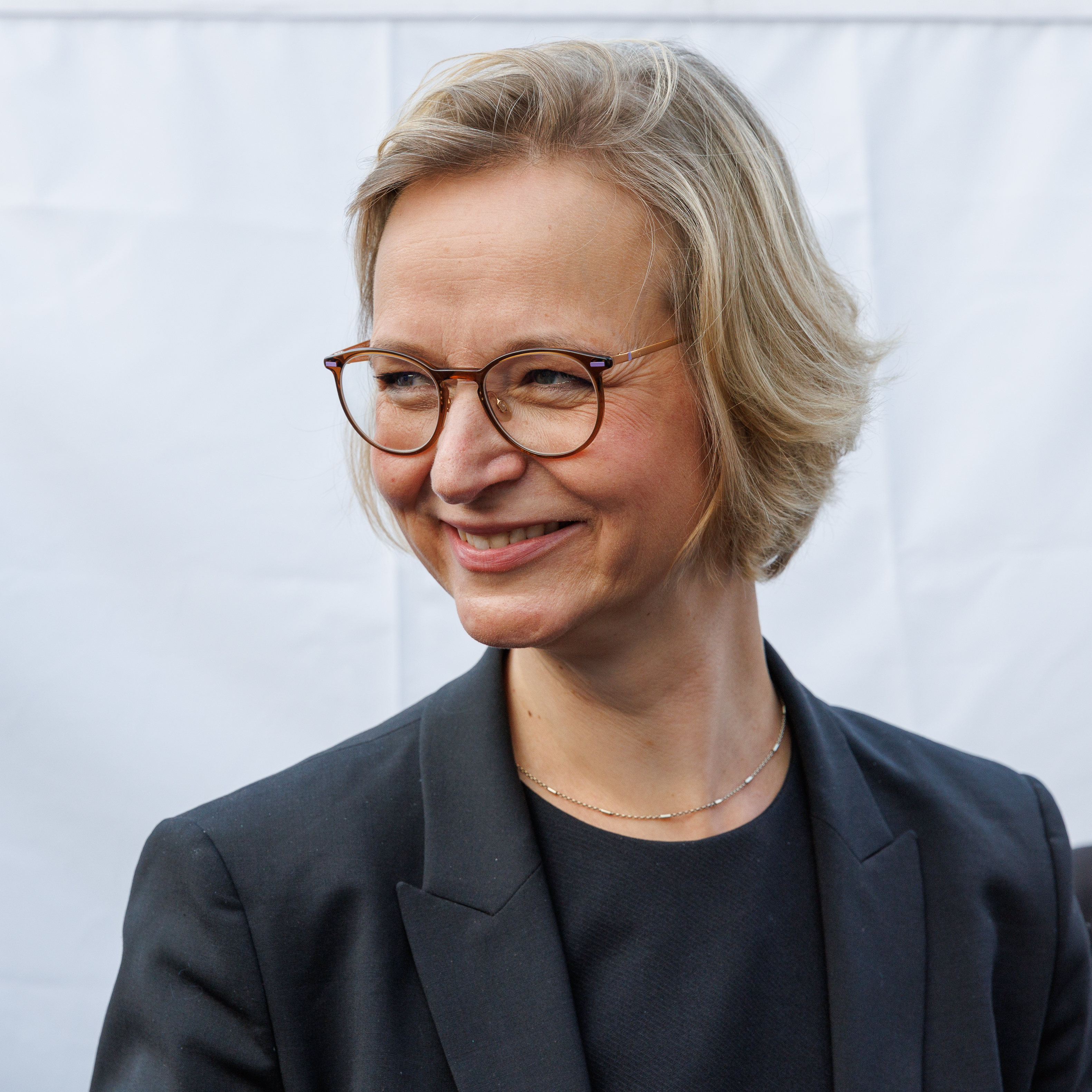
Ministerin Katja Wolf

Das Thüringer Finanzministerium (TFM) ist das Finanzministerium und damit eines der neun Ministerien des Freistaats Thüringen. Es wurde 1990 gegründet und hat seinen Sitz am Ludwig-Erhard-Ring 7 im Südosten Erfurts (Stadtteil Daberstedt). Ministerin ist seit dem 13. Dezember 2024 Katja Wolf (BSW). Als Staatssekretäre stehen ihr Julian Vonarb und Birger Scholz zur Seite.

## Gebäude

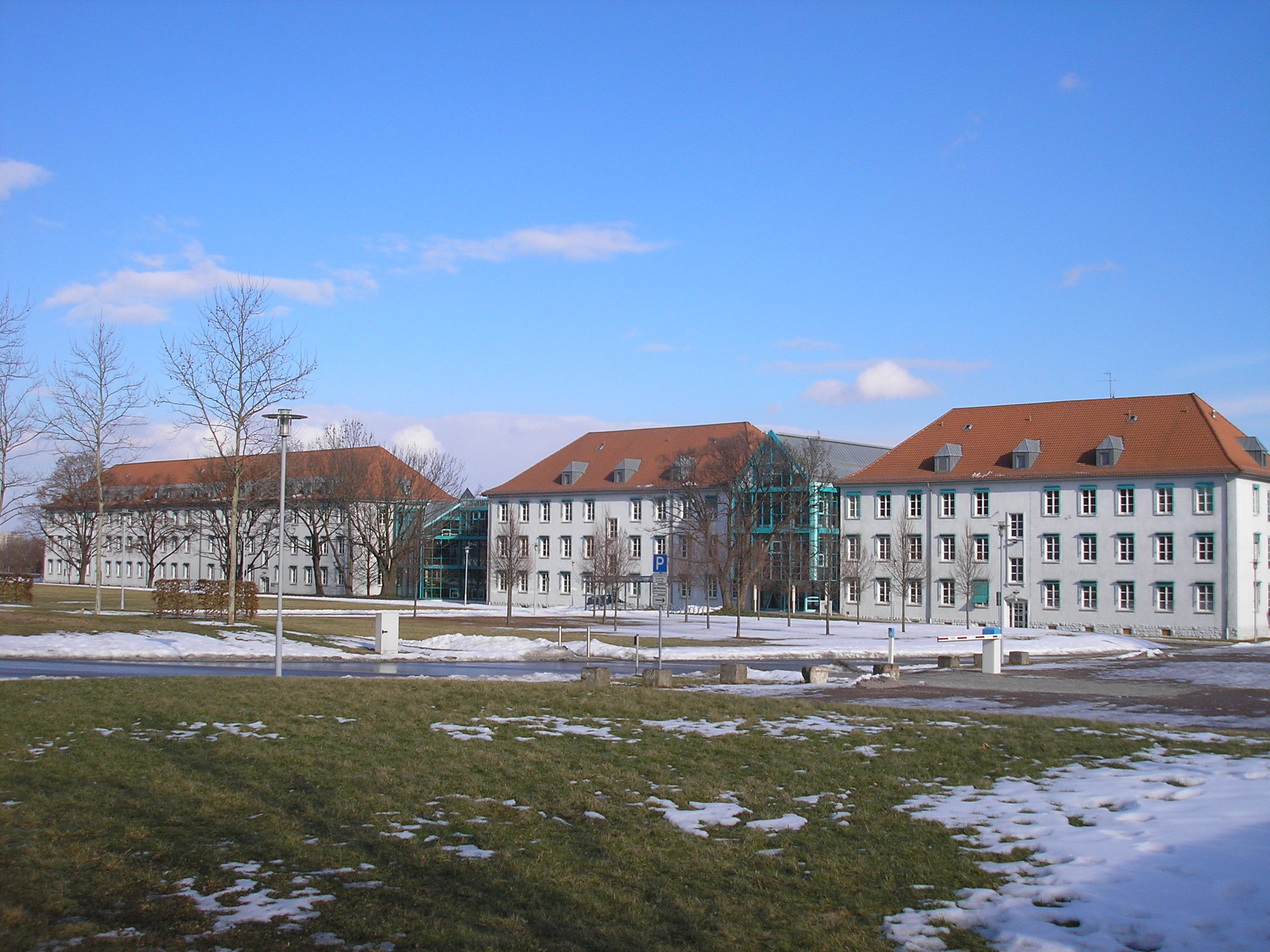
Gebäude des Finanzministeriums

Das Finanzministerium hat seinen Sitz in den Gebäuden der ehemaligen Blumenthal-Kaserne (benannt nach Leonhard von Blumenthal), die Ende der 1930er-Jahre errichtet wurden.

## Geschichte
Bereits zwischen 1920 und 1945 gab es im Land Thüringen (1920–1952) ein Finanzministerium. Nach der Gründung Thüringens am 1. Mai 1920 wurde das Gelbe Schloss in Weimar zum Sitz des Thüringischen Finanzministeriums. Es bestand als zentrale Landesbehörde vom 3. Dezember 1920 bis zum 12. Juni 1945. Als Demonstration des nationalsozialistischen Führerprinzips trug es seit August 1934 den Behördennamen „Der Thüringische Finanzminister“. Seine Zuständigkeit erstreckte sich auf Staatsvermögen und Staatsdomänen, Staatsschulden, Landessteuern, Hochbau staatlicher Gebäude, Forsten und nichtstaatliche Waldungen, staatliche Gewerbebetriebe, Staatsbeamtenwesen und Beamtenbesoldung sowie Vermessungs- und Katasterwesen, Letzteres wechselte im Dezember 1926 in das Innenressort. Im Zweiten Weltkrieg war das Gebäudeinnere des Gelben Schlosses durch einen schweren Bombentreffer fast restlos zerstört worden.
Bei der Wiedergründung des Landes Thüringen im Jahr 1990 wurde erneut ein Finanzministerium eingerichtet, dieses Mal in Erfurt.

## Liste der Finanzminister
Folgende Personen waren seit 1920 in Thüringen für Finanzen zuständig:
| Name                                             | Amtsantritt                                 | Kabinett                       | Partei    |
| ------------------------------------------------ | ------------------------------------------- | ------------------------------ | --------- |
| Ottomar Benz                                     | 10. November 1920                           | Paulssen I                     | parteilos |
| Emil Hartmann                                    | 7. Oktober 1921 16. Oktober 1923            | Frölich I Frölich II           | SPD       |
| Paul Stolze                                      | 21. Februar 1924                            | Leutheußer I                   | DVP       |
| Wilko von Klüchtzner                             | 15. April 1924                              | Leutheußer I                   | DNVP      |
| Wilhelm Toelle                                   | 30. April 1927 6. November 1928             | Leutheußer II Paulssen II      | VRP       |
| Arnold Paulssen                                  | 7. Mai 1929                                 | Paulssen II                    | DDP       |
| Erwin Baum                                       | 23. Januar 1930                             | Baum                           | ThLB      |
| Willy Marschler                                  | 26. August 1932 8. Mai 1933                 | Sauckel Marschler              | NSDAP     |
| Leonhard Moog                                    | 9. Juni 1945                                | Brill                          | DP        |
| unbesetzt                                        | 16. Juli 1945                               | Paul I                         | –         |
| Leonhard Moog                                    | 4. Dezember 1946 9. Oktober 1947            | Paul II Eggerath I             | LDP       |
| Walter König                                     | Januar 1950 25. November 1950               | Eggerath I Eggerath II         | NPDP      |
| Von 1952 bis 1990 existierte kein Land Thüringen |                                             |                                |           |
| Klaus Zeh                                        | 8. November 1990 5. Februar 1992            | Duchač Vogel I                 | CDU       |
| Andreas Trautvetter                              | 30. November 1994 1. Oktober 1999           | Vogel II Vogel III             | CDU       |
| Birgit Diezel                                    | 21. November 2002 5. Juni 2003 8. Juli 2004 | Vogel III Althaus I Althaus II | CDU       |
| Marion Walsmann                                  | 4. November 2009                            | Lieberknecht                   | CDU       |
| Wolfgang Voß                                     | 8. Dezember 2010                            | Lieberknecht                   | CDU       |
| Heike Taubert                                    | 5. Dezember 2014                            | Ramelow I                      | SPD       |
| Hartmut Schubert (kommissarisch)                 | 5. Februar 2020                             | Kemmerich                      | SPD       |
| Heike Taubert                                    | 4. März 2020                                | Ramelow II                     | SPD       |
| Katja Wolf                                       | 13. Dezember 2024                           | Voigt                          | BSW       |

## Geschäftsbereiche
Das Finanzministerium gliedert sich in vier Geschäftsbereiche:
- Zentrale Aufgaben
- Steuern/Steuerpolitik
- Landeshaushalt
- Finanzaufsicht (Landesbank, Sparkassen), Bürgschaften, Beteiligungen, Lotterie, Liegenschaften, Vermögensfragen

Nachgeordnete Behörden:
- Thüringer Landesamt für Finanzen
- 11 Finanzämter
- Fachbereich Steuern und Landesfinanzschule im Bildungszentrum Gotha
- Thüringer Landesrechenzentrum